# Das Ende einer großen Liebe
Das Ende einer großen Liebe ist ein schwedischer Spielfilm aus dem Jahr 1967. Der Film entstand nach der gleichnamigen Ballade von Johan Lindström Saxon. Die Ballade und der Film erzählen die wahre Geschichte der Elvira Madigan (1867–1889).

## Handlung
Der Film spielt gegen Ende des 19. Jahrhunderts in Schweden. Hedvig ist eine berühmte Hochseilartistin und tritt als Hauptattraktion in ihrem Zirkus unter dem Künstlernamen Elvira Madigan auf. Der Leutnant Sixten Sparre ist fasziniert von der jungen attraktiven Künstlerin. Die beiden verlieben sich. Sparre ist jedoch verheiratet und Vater von zwei Kindern. Da sie in Schweden keine gemeinsame Zukunft für sich sehen, fliehen sie aufs Land nach Dänemark. Für Sparre bedeutet dies gleich zwei Tabubrüche. Er verlässt seine Familie und desertiert vom Militär. Das Paar erlebt auf angeblicher Hochzeitsreise Zeiten des Glücks. Als das Geld ausgeht, versuchen sie sich durch Gelegenheitsarbeiten und Fischfang zu ernähren. Doch das Paar wird entdeckt. Freunde von Sparre versuchen ihn zu überreden, zu seiner Familie nach Schweden zurückzukehren. Das Paar ist verzweifelt und sieht nur noch den Tod als eine Zukunftsoption. Gemeinsam begehen sie Selbstmord. Sparre erschießt erst Hedvig, dann sich selbst.

## Kritiken
„Eine wahre Begebenheit als romantische Ballade einer schicksalhaften, bis zur letzten Konsequenz gelebten Liebe. Der in sensiblen, lyrischen Bildern erzählende Film wurde Bo Widerbergs erster internationaler Erfolg.“

„Das zarte und beinah schwerelose Spiel der Darsteller sowie die Poesie der Bilder und Farben machen den Film sehens- und empfehlenswert für ein reiferes Publikum.“

Bosley Crowther schrieb in der New York Times, ihm käme, um den Film zu beurteilen, nur das Wort "exquisit" in den Sinn; im Besonderen lobte er die schauspielerischen Leistungen als "perfekt" und schloss: „Widerberg bestätigt seinen Ruf als Regisseur von großer Sensibilität und Können“.

## Auszeichnungen
Der Film nahm am Wettbewerb der Internationalen Filmfestspiele von Cannes 1967 teil. Hauptdarstellerin Pia Degermark wurde hier mit dem Preis für die beste Darstellerin ausgezeichnet. 1968 wurde er mit dem National Board of Review Award als bester fremdsprachiger Film ausgezeichnet. Der Film erhielt außerdem in dieser Kategorie eine Nominierung für den Golden Globe Award und Pia Degermark wurde in der Kategorie der Beste Nachwuchsdarstellerin nominiert. 1969 erhielt sie diese Nominierung auch für den Britischen Filmpreis, Kameramann Jörgen Persson erhielt ebenfalls eine Nominierung.

## Hintergrund
Im Film findet als Filmmusik u. a. der langsame Satz aus Wolfgang Amadeus Mozarts 21. Klavierkonzert in der Interpretation Géza Andas Verwendung; dieses bekam nach dem Originaltitel des Films den Beinamen „Elvira Madigan“.